# Corso Vittorio Emanuele II (Roma)

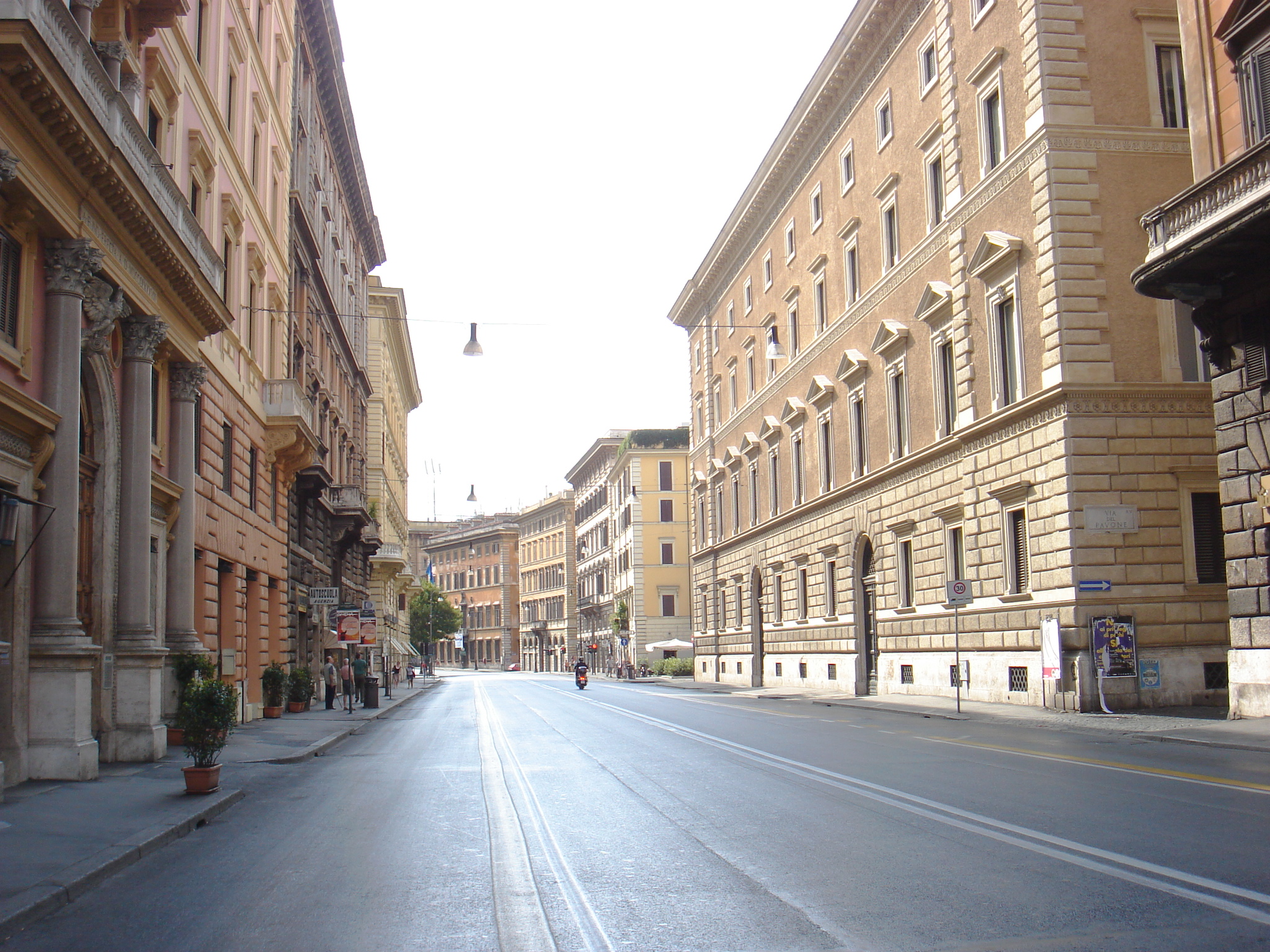
El Corso Vittorio Emanuele II a la altura de la Piazza Sforza Cesarini.

El Corso Vittorio Emanuele II, llamado comúnmente Corso Vittorio, es una importante calle de Roma, Italia, que une la Piazza del Gesù con la Piazza Pasquale Paoli, a la entrada del Ponte Vittorio Emanuele II.

## Historia
Se construyó siguiendo una decisión de 1886 y se dedicó a Víctor Manuel II, primer rey de Italia. La calle se concibió para unir rápidamente el centro monumental y administrativo de la ciudad (Via del Corso y calles adyacentes) con los nuevos barrios burgueses en construcción entonces en Prati di Castello, al otro lado del Tíber, atravesando, con un trayecto casi rectilíneo, los antiguos rioni situados en el meandro del río.

## Edificios de interés
- Palazzo Massimo alle Colonne
- Palazzo di Pirro
- Piccola Farnesina
- Palazzo Vidoni
- Palazzo della Cancelleria
- Palazzo Sforza Cesarini (Roma)
- Palazzo della Valle
- Palazzo Fieschi Sora
- Chiesa Nuova
- Basilica di Sant'Andrea della Valle
- Teatro dell'Orologio

## Transporte
La calle es recorrida por numerosas líneas de autobús. En el futuro, se podrá llegar a ella por la estación Venezia de la Línea C del Metro de Roma.